# Рябов, Пётр Михайлович
Пётр Михайлович Рябов (14 ноября 1911 года, дер. Русская Шуриновка, Керенский уезд, Пензенская губерния — 10 апреля 1991 года, Баку) — советский военачальник, генерал-майор (3 августа 1953).

## Начальная биография
Пётр Михайлович Рябов родился 14 ноября 1911 года в деревне ныне Вадинского района Пензенской области.

## Военная служба

### Довоенное время
В ноябре 1933 года призван в ряды РККА и направлен красноармейцем в Беловский дивизион войск НКВД. В январе 1934 года направлен на учёбу в полковую школу 170-го стрелкового полка войск НКВД в Сталинске, после окончания которой оставлен в том же 170-м стрелковом полку, в составе которого служил помощником командира взвода. В 1936 году сдал экстерном экзамен за нормальную военную пехотную школу в Омске, после чего назначен командиром взвода в составе 170-го стрелкового полка.
В мае 1939 года направлен на учёбу в Военную академию имени М. В. Фрунзе.

### Великая Отечественная война
В августе 1941 года старший лейтенант П. М. Рябов окончил академию и направлен в распоряжение Военного совета Одесского военного округа с назначением на должность начальника штаба 964-го стрелкового полка в составе 296-й стрелковой дивизии. В ходе боевых действий за Николаев с сентября исполнял должность командира полка в связи с гибелью прежнего, после чего принимал участие в боях на реке Ингулец, в районе Берислава и Каховки и на Донбассе. В декабре 1941 года назначен начальником 2-го (разведывательного) отделения штаба 296-й стрелковой дивизии, а в январе 1942 года — начальником оперативного отделения штаба этой же дивизии, которая вела оборонительные боевые действия на Донбассе и затем участвовала в ходе Харьковской наступательной, Воронежско-Ворошиловградской и Донбасской оборонительных операций. Во время тяжёлых боевых действий в июле 1942 года были убиты командир дивизии полковник Н. П. Раевский (17 июля) и начальник штаба, в результате чего майор П. М. Рябов принял командование дивизией на себя и затем отводил её на Северный Кавказ. В августе 296-я стрелковая дивизия была расформирована, а майор П. М. Рябов назначен на должность начальника 2-го отделения разведывательного отдела штаба 9-й армии, которая вскоре принимала участие в ходе Моздок-Малгобекской оборонительной операции. В октябре 1942 года подполковник П. М. Рябов назначен на должность начальника оперативного отделения оперативного отдела штаба 9-й армии, после чего принимал участие в Нальчикско-Орджоникидзевской операции.
13 декабря переведён на должность начальника штаба 416-й стрелковой дивизии, ведшей наступательные боевые на моздокском направлении, а с февраля 1943 года участвовавшей в ходе Ростовской, Донбасской, Мелитопольской наступательных операций, ликвидации Никопольского плацдарма и Никопольско-Криворожской наступательной операции.
В феврале 1944 года полковник П. М. Рябов назначен начальником штаба 24-й гвардейской стрелковой дивизии, которая принимала участие в Крымской наступательной операции, во время которой освобождала Евпаторию и Севастополь. В июле дивизия передислоцирована на 1-й Прибалтийский фронт, после чего участвовала в боевых действиях за Тильзитские укрепления во время Белорусской, Шяуляйской, Прибалтийской, Рижской и Мемельской наступательных операций.
В январе 1945 года назначен на должность заместителя командира 3-й гвардейской стрелковой дивизии, которая принимала участие в ходе Восточно-Прусской и Инстербургско-Кёнигсбергской наступательных операций и взятии Кёнигсберга и Пиллау.

### Послевоенная карьера
После окончания войны находился на прежней должности.
В декабре 1945 года полковник П. М. Рябов направлен на учёбу в Высшую военную академию имени К. Е. Ворошилова, после окончания которой в феврале 1948 года назначен на должность начальника отдела по изучению опыта войны Оперативного управления штаба Дальневосточного военного округа, в августе того же года — на должность начальника штаба 264-й стрелковой дивизии (87-й стрелковый корпус), в апреле 1950 года — на должность начальника штаба — первого заместителя командира 37-го гвардейского воздушно-десантного корпуса, в апреле 1952 года — на должность командира 98-й гвардейской воздушно-десантной дивизии в составе этого же корпуса, а в июле 1954 года — на должность командира 37-го гвардейского воздушно-десантного корпуса.
Генерал-майор Пётр Михайлович Рябов снят с занимаемой должности командира корпуса за «халатное отношение к подготовке и проведение выброски парашютистов на общевойсковых учениях округа, следствием чего явились тяжёлые потери в личном составе» и отдан под суд. Военной коллегией Верховного суда СССР 20 июня 1956 года осуждён по ст. 193.17, п «а» УК РСФСР на 3 года условно с испытательным сроком на 1 год. В сентябре того же года назначен командиром 31-й гвардейской воздушно-десантной дивизии, которая в октябре была передислоцирована в Венгерскую народную республику с целью подавления Венгерского восстания, после чего вела бои в городах Веспрем и Будапешт.
Генерал-майор Пётр Михайлович Рябов 10 января 1959 года вышел в запас. Умер 10 апреля 1991 года в Баку.

## Награды
- Три ордена Красного Знамени (30.10.1943, 31.05.1945, 20.04.1953);
- Орден Богдана Хмельницкого 2 степени (07.03.1957);
- Два ордена Отечественной войны 1 степени (28.06.1943, 06.11.1985);
- Два ордена Красной Звезды (23.02.1942, 20.06.1949);
- Медали.